# Darryll Lewis
Darryll Lewis (* 16. Dezember 1968 in West Covina, Kalifornien, USA) ist ein ehemaliger US-amerikanischer Footballspieler, der zwischen 1991 und 2000 in der NFL gespielt hat.
Nachdem er 1991 von den Houston Oilers in der 2. Runde gedraftet wurde, spielte er für die Houston Oilers und die Tennessee Titans bis 1998, bevor er 1999 zu den San Diego Chargers ging für die er bis 2000 spielte.

## Auszeichnungen
Im Jahr 1990 wurde er mit dem Jim Thorpe Award für den besten Defensive Back im College Football ausgezeichnet.

## Verhaftung
Darryll Lewis wurde am 7. November 2005 von der Polizei in Gewahrsam genommen, da er unter dem Einfluss von Betäubungsmitteln am Straßenverkehr teilnahm und sich deswegen eine halbstündige Verfolgungsjagd mit der Polizei lieferte.